# Ferdinand Weber von Ebenhof
Ferdinand Weber, ab 1865 Weber Ritter von Ebenhof (auch Ferdinand von Weber-Ebenhof; * 30. April 1819 in Cerhenic, Böhmen; † 27. Juli 1893 in Prag) war ein böhmischer Mediziner, Geburtshelfer und Hochschullehrer.

## Leben
Weber studierte an der Universität Prag und war Assistent bei Antonín Jan Jungmann und Franz Kiwisch von Rotterau. 1843 wurde er zum Dr. med. promoviert, anschließend Sekundararzt am Allgemeinen Krankenhaus Prag sowie an der Prager Irrenanstalt. Danach ging er als Cholera-Arzt nach Galizien. 
Weber erhielt 1849 eine Stellung als Kreisarzt in Zolkiew, bevor er 1854 zum Professor der Geburtshilfe für Wundärzte und Hebeammen in Lemberg ernannt wurde. Er lehrte in deutscher und polnischer Sprache. Zudem war er 1854/1855 Chefarzt eines Militärspitals dort und ab 1855 Chefarzt des Cholera-Spitals der Stadt Lemberg. Er wurde 1865 von seinem Onkel Wenzel Weber Ritter von Ebenhof adoptiert und wurde dadurch mit Diplom vom 26. Januar 1865 in den Adelstand erhoben.
Weber folgte 1870 einem Ruf als Professor der Geburtshilfe für Hebeammen der deutschen und böhmischen Sprache an die Universität Prag. Dort hatte er einmal das Dekansamt inne und zweimal das des Prodekans der Fakultät.  Ab dem Jahr 1872 war er außerdem Mitglied des Landessanitätsrates, und zudem seit 1874 Leiter der Landesgebär- und Findelanstalt für Böhmen. Daneben war er Mitglied des städtischen Sanitätsrates. 
Weber wurde 1889 emeritiert.
Der Statthalter Philipp Weber von Ebenhof war sein Bruder.

## Werke (Auswahl)
- Die Rinderpest in symptomatologischer, pathologisch-anatomischer, diagnostischer und medicinal-polizeilicher Beziehung, Prag 1852.
- Lehrbuch der Geburtshilfe für Hebammen, Prag 1871.
- Das antiseptische Verfahren in der Geburtshülfe. Ein Leitfaden für Geburtshelferinnen etc., Prag 1879.